# Inga samanensis
Inga samanensis är en ärtväxtart som beskrevs av Uribe. Inga samanensis ingår i släktet Inga och familjen ärtväxter. Inga underarter finns listade i Catalogue of Life.